# Longitarsus buettikeri
Longitarsus buettikeri es una especie de insecto coleóptero de la familia Chrysomelidae. Fue descrita científicamente en 1984 por Doguet.